# 枚方市立津田小学校
枚方市立津田小学校（ひらかたしりつ つだしょうがっこう）は、大阪府枚方市津田西町一丁目にある公立小学校。
明治時代初期の1872年に、当時の交野郡津田村（のち北河内郡津田町）に創立した河内国第六区郷学校に起源を持つ。2022年6月10日に150周年を迎えた。

## 沿革
- 1872年6月10日 - 堺県河内国第六区郷学校として創立。
- 1873年5月 - 堺県六十二番小学と改称。
- 1875年4月 - 津田小学と改称。
- 1887年4月 - 交野郡津田尋常小学校と改称。
- 1896年 - 郡の合併により、北河内郡津田尋常小学校と改称。
- 1912年4月 - 高等科を併置。北河内郡津田尋常高等小学校と改称。
- 1941年4月1日 - 国民学校令により、北河内郡津田国民学校と改称。
- 1947年4月1日 - 学制改革により、津田町立津田小学校と改称。
- 1955年10月15日 - 津田町が枚方市に編入されたことに伴い、枚方市立津田小学校と改称。
- 1979年4月1日 - 枚方市立津田南小学校を分離。
- 2001年1月 - コンピュータ室整備。
- 2003年3月 - プール改修。
- 2003年8月 - 体育館改修。

## 通学区域
- 枚方市 大峰元町1丁目・2丁目、大峰北町1丁目・2丁目、大峰東町、大峰南町、津田北町1丁目-3丁目、津田東町1丁目-3丁目、津田元町1丁目-4丁目、津田西町1丁目、津田西町2丁目（一部）、津田山手2丁目、中宮大池2丁目（一部）、野村北町、野村中町、大字津田（一部）。

卒業生は基本的に枚方市立津田中学校に進学する。

## 交通
- 片町線（学研都市線） 津田駅 北へ約900m。
- 京阪バス 津田バス停。